# L'africà
L'africà és una novel·la de l'escriptor francès Jean-Marie Le Clézio, Premi Nobel de Literatura el 2008. El llibre fou publicat en francès el 2004 per l'editorial Mercure de France, amb el títol de L'Africain. En català va sortir traduït el desembre de 2008, i va coincidir amb el guardó del Nobel per al seu autor. La traducció ha anat a càrrec d'Anna Torcal i Salvador Company i ha estat editat per Edicions 62 a la col·lecció El Balancí.

## Argument
Ens trobem amb una novel·la de caràcter autobiogràfic i elegíac, ja que és la història del pare de l'escriptor i com aquest home que fuig de les convencions socials d'Occident i de progressius dessarrelaments, que el portaran fins i tot a perdre la nacionalitat britànica, s'acaba convertint en l'africà del títol. Els records de quan el protagonista era infant i les múltiples dades de la vida del pare conformen el relat, que se centra en els anys que el pare fou metge a la zona oest de Nigèria i nord del Camerun, com la vida allà estava lluny de la moral britànica, però també recorda la severitat d'aquell pare que no havia pogut passar amb la seva família els anys de la II Guerra Mundial.
El pare era originari de l'illa Maurici i va estudiar medicina a Londres. Va trobar feina a Portsmouth però no va exercir mai, ja que el director de l'hospital on havia d'anar a treballar li va demanar la seva targeta, mostra de les convencions socials britàniques que ell rebutjava. Es va embarcar a la Guaiana i d'aquí a Àfrica, on va exercir de metge durant molts anys. Mentrestant, va crear una família amb un amiga francesa a la qual anava a visitar sovint mentre estudiava. A Àfrica serà un home feliç i només la guerra i els posteriors canvis en el món colonial faran que tingui seriosos problemes d'adaptació, però malgrat tot, és vist amb orgull i devoció per part del seu fill. Es convertirà en un assessor per a la descolonització i va ser partidari que les terres més orientals de Nigèria passessin al Camerun perquè podrien tenir un millor futur, com realment ha passat.
El llibre està il·lustrat amb fotografies i plànols d'època que procedeixen de l'arxiu familiar de l'autor.